# Silvija Szabo
Silvija Szabo  (Beograd, 20. siječnja 1941. – Zagreb, 10. veljače 2025.) bila je hrvatska psihologinja, unuka Julija i Diane Budisavljević.

## Životopis
Rođena u Beogradu u obitelji Stipetić. 1963. u Zagrebu je diplomirala psihologiju na Filozofskom fakultetu. Od 1961. na toj ustanovi bila je laborantica i asistentica u tadašnjem Psihologijskom institutu. Od 1970. je laborantica i asistentica na Odsjeku na psihologiju sve do 1996.; u međuvremenu je na toj ustanovi 1976. godine doktorirala temom Utjecaj postupnog porasta i trajanja podražaja na apsolutnu osjetljivost u području električnog okusa. Od 1986. redovnom je profesoricom eksperimentalne i fiziološke psihologije. Njen znanstveno-istraživački interes usmjeren je najviše na područje psihofizike, psihofiziologije osjeta i zdravstvene psihologije. Napisala je veći broj radova u domaćim i stranim časopisima.

## Vanjske poveznice
- CROSBI Silvija Szabo
- WorldCat